# Liste du patrimoine culturel immatériel de l'humanité au Paraguay
Cet article recense les pratiques inscrites au patrimoine culturel immatériel au Paraguay.

## Statistiques
Le Paraguay ratifie la convention pour la sauvegarde du patrimoine culturel immatériel le 14 septembre 2006. La première pratique protégée est inscrite en 2020.
En 2023, le Paraguay compte 3 éléments inscrits au patrimoine culturel immatériel, 2 sur la liste représentative et 1 sur la liste du patrimoine immatériel nécessitant une sauvegarde urgente.

## Listes

### Liste représentative
Les éléments suivants sont inscrits sur la liste représentative du patrimoine culturel immatériel de l'humanité :
| Élément | Type | Subdivision | Année | Lien  | Notes | Illus. |
| --- | --- | ----------- | ----- | ----- | ----- | ------ |
| Les pratiques et connaissances traditionnelles liées au terere, boisson guaraní ancestrale au Paraguay, dans la culture du pohã ñana | pratiques sociales, rituels et événements festifs les connaissances et pratiques concernant la nature et l'univers |             | 2020  | 01603 |       |        |
| La guarania, son de l'âme paraguayenne                                                                                               | arts du spectacle pratiques sociales, rituels et événements festifs                                                |             | 2024  | 02128 |       |        |

### Patrimoine immatériel nécessitant une sauvegarde urgente
L'élément suivant est inscrit sur la liste du patrimoine immatériel nécessitant une sauvegarde urgente :
| Élément | Type                                         | Subdivision | Année | Lien  | Notes | Illus. |
| --- | -------------------------------------------- | ----------- | ----- | ----- | ----- | ------ |
| Les techniques ancestrales et traditionnelles d’élaboration du « Poncho Para'i de 60 Listas » de la ville de Piribebuy, République du Paraguay | savoir-faire liés à l'artisanat traditionnel | Piribebuy   | 2023  | 01992 |       |        |

### Registre des meilleures pratiques de sauvegarde
Le Paraguay ne compte aucune pratique listée au registre des meilleures pratiques de sauvegarde.